# Fiesta (película de 1941)
Fiesta es una película musical estadounidense en Technicolor de 1941 dirigida por LeRoy Prinz que formó parte de Hal Roach's Streamliners. La película supuso el debut cinematográfico de la estrella de la Los Angeles Civic Light Opera Anne Ayars.
La película fue reestrenada en 1948 por Favorite Films y retitulada Gaiety.

## Resumen de la trama
Cholita, la sobrina de Don Juan Hernández, regresa a su pueblo desde Ciudad de México anunciando que no se casará con José, su novio del pueblo, sino con Fernando Gómez, la estrella de la radio que la ha acompañado a casa. José consigue que dos de sus amigos se hagan pasar por bandidos para asustar al arrogante y cobarde Fernando y recuperar a Cholita.

## Reparto
- Ann Ayars como Cholita
- Jorge Negrete como José
- Armida como Cuca
- George Givot como Fernando Gómez
- Antonio Moreno como Don Hernandez, tío de Cholita
- Nick Moro como Pedro
- Frank Yaconelli como Pablo
- George Humbert como Pancho
- Francisco Moreno como Paco
- Betty Bryson como la esposa de Pancho
- Carlos Valadez como Bailarina del Penacho de Oaxoco
- José Arias como líder de la Orquesta típica mexicana
- The Guadalajara Trio como la banda
- Orquesta Tipíca de la Policía del Distrito Federal como la Orquestra
- Robert C. Bruce como el narrador

## Banda sonora
- Ann Ayars - "I'll Never Forget Fiesta" (música por Nilo Meléndez, letras por Chet Forrest y Bob Wright)
- Jorge Negrete - "Ride Mi Caballeros"
- Armida with The Guadalajara Trio - "Never Trust a Jumping Bean" (música por Edward Ward, letras por Chet Forrest y Bob Wright)
- Frank Yaconelli, Earl Douglas y Nick Moro - "The Two Bravest Hombres in All Mexico" (escrito por Johnny Lange y Lew Porter
- Jorge Negrete - "Quien Sabe" (música por Edward Ward, letras por Chet Forrest y Bob Wright)
- Jorge Negrete y Ann Ayars - "Quien Sabe" (reprise) (música por Edward Ward, letras por Chet Forrest y Bob Wright)
- Bailarines y Tipíca Orchestra of the Mexico City Police, dirigido por José Arias - Baile gitano
- Jorge Negrete y The Guadalajara Trio - "El Relajo" (escrito por Lamberto Leyva, Jesús Castillón y Oscar Felix)
- Ann Ayars and The Guadalajara Trio - "La Golondrina" (escrito por Narcisco Sarradell)